# 卡塔赫纳理工大学

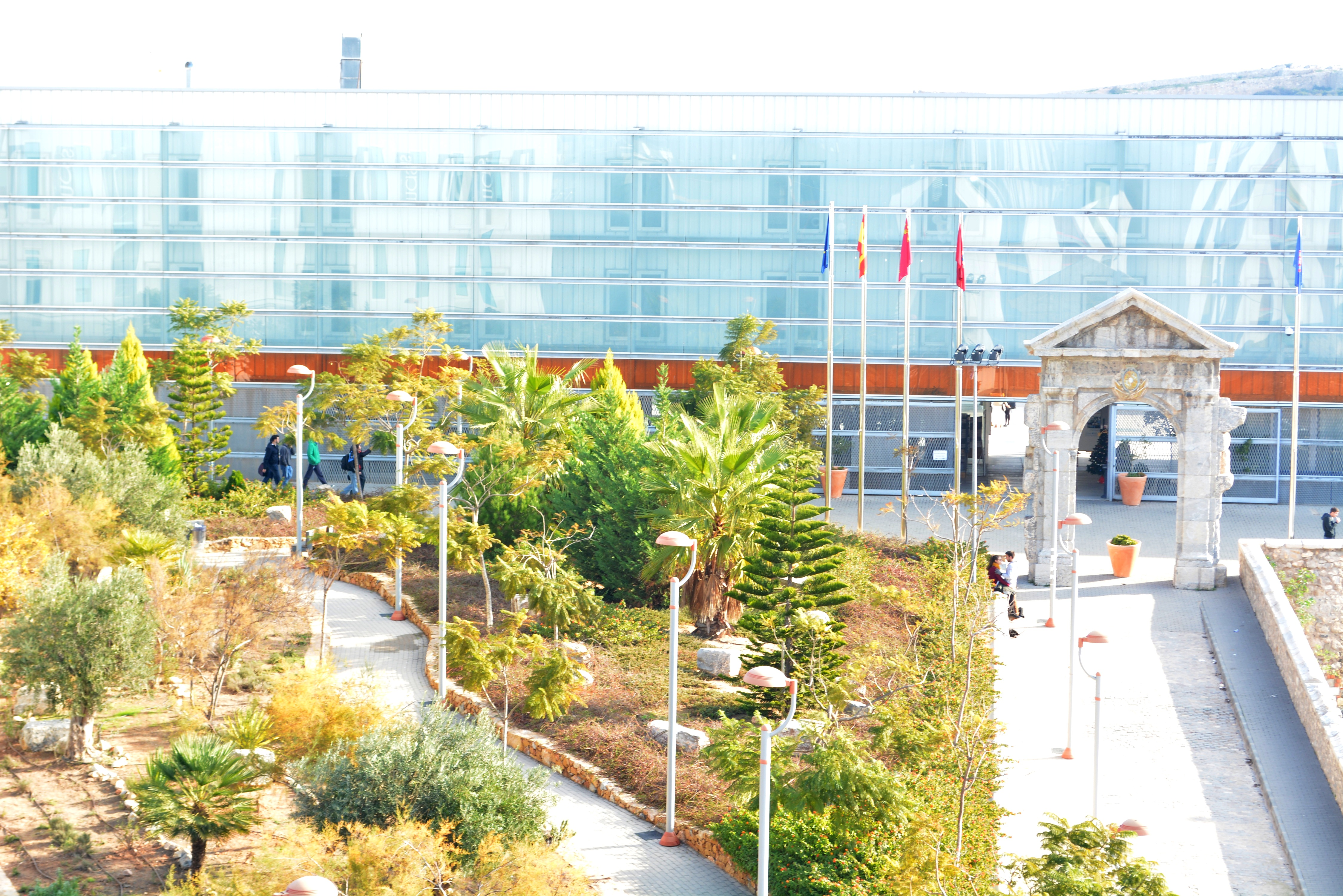
卡塔赫纳理工大学电信工程学院

卡塔赫纳理工大学（西班牙語：Universidad Politécnica de Cartagena，简称：UPCT），是西班牙卡塔赫纳市（穆尔西亚省）的一所公立大学。其主要侧重于工程技术与企业科学方面的研究。该大学理工科院校以及商科类院校分别建立于19世纪末和二十世纪初，曾隶属于西班牙穆尔西亚大学。1998年3月10日这些学院正式从穆尔西亚大学分离，并创建了卡塔赫纳理工大学。

## 历史
卡塔赫纳理工大学是西班牙最年轻的的理工大学，然而其工程类和工商类专业创建历史可追溯至十九世纪晚期和二十世纪二十年代初。UPCT的校园建筑大部分都为翻新的历史古迹，如 Hospital de Marina（十八世纪），el Cuartel de Antigones（十八世纪），la Casa de Misericordia（十八世纪）和Cuartel de Instrucción de Marinería（十八世纪）。
卡塔赫纳理工学院创建于1975年，当时学院隶属于穆尔西亚大学。创建目的在于合并采矿技术工程学院和工业技术工程学院基础上，新增更多其他研究。1998年，卡塔赫纳理工学院正式从穆尔西亚大学分离，并创立了创建了卡塔赫纳理工大学。
卡塔赫纳最早的学院为矿业学院，后更名为道路，渠道和港口工程学院(西班牙語：Escuela de Ingeniería de Caminos, Canales y Puertos y de Ingeniería de Minas, EICM） 。该学院创建于1883年，随后，在1901年创立了工业工程学院（ETSII），1921年创建了企业管理学院（FCCE）。而海洋工程学院则创建与1998年，最后在2008年学校又创建了建筑以及建筑工程学院（ETSAE）。
UPCT的研究与穆尔西亚大学研究相辅相成，两校共同建立了国际高等教育研究园：Campus de Mare Nostrum.
UPCT是UP4成员之一，其他成员包括马德里理工大学，加泰罗尼亚理工大学以及瓦伦西亚理工大学。

## 校区
卡塔赫纳理工大学拥有三个校区，均位于卡塔赫纳市中心，其校区大楼均由十八世纪军事古建筑翻修而成。这些历史建筑与城市的港口围绕而产生了一个大学城，大学城中设有研究用设施，学生宿舍，新兴服务，休闲活动以及学生社区。

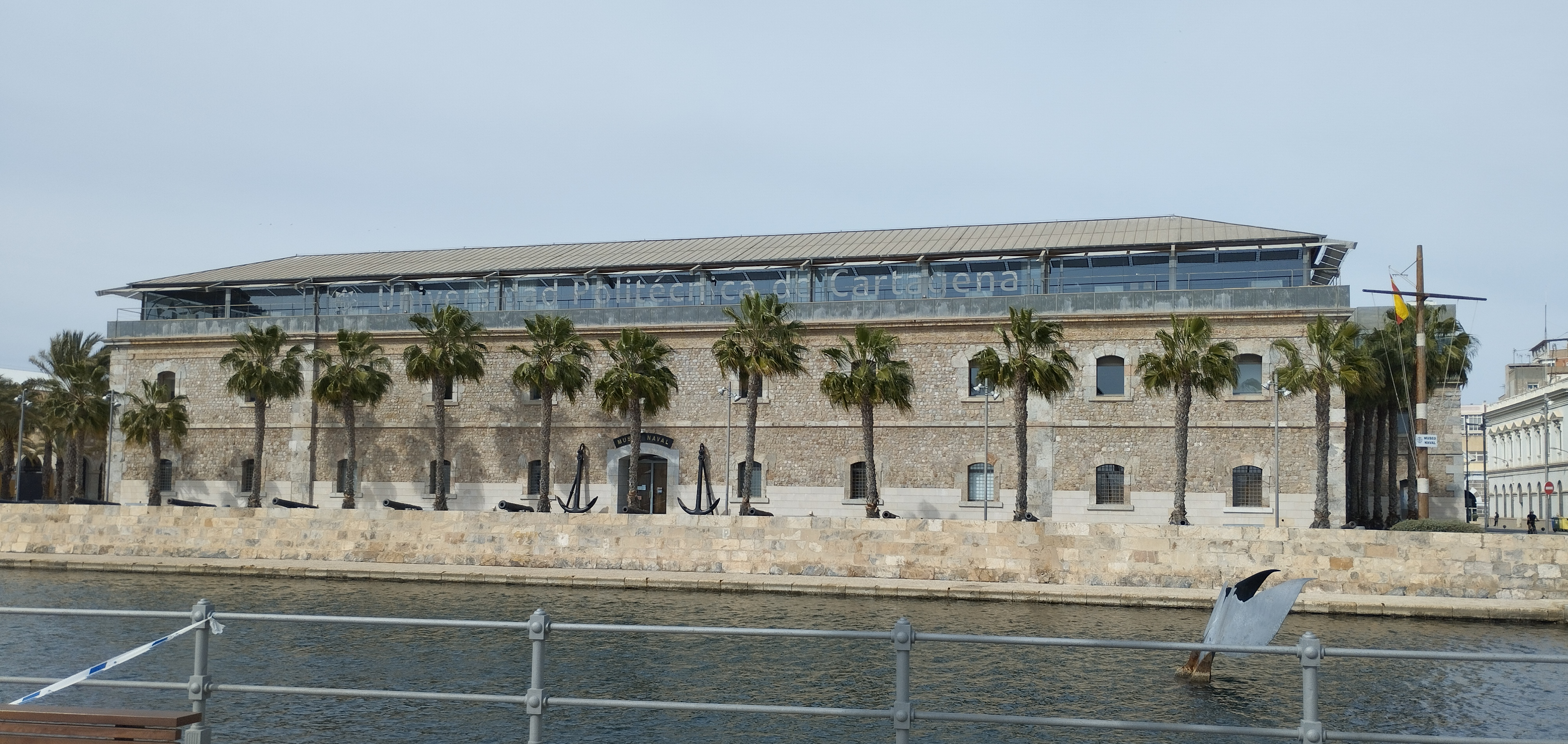
卡塔赫纳理工大学 CIM校区

- Campus Alfonso XIII校区：位于市中心，是UPCT建立的第一块校区，该校区有三个学院，分别为：农业工程学院（ETSIA），建筑与建筑学院（ETSAE），海军和海洋工程学院（ETSINO）和土木和采矿工程（EICM）。
- Campus Muralla del Mar校区：该校区由从前的海军医院翻修改建而成，是工业工程学院（ETSII）的所在地。而电信工程学院（ETSIT）则是由老安提供奈斯军事总部（Antigones Military Headquarters）改建而成。在该校区还拥有一座I+D+i研发大楼，内设有技术研究支持服务（SAIT），植物生物技术研究所（IBV）和信息技术与系统中心（CTSI）以及研究实验楼（ELDI）和学生宿舍。
- CIM校区：曾是海洋训练基地总部，现已成为经济与商业科学学院所在地。[5]

## 学院
- 建筑与建造高等技术学院 Escuela Técnica Superior de Arquitectura y Edificación
- 道路，运河和港口矿业高等技术工程学院 Escuela Técnica Superior de Ingeniería de Caminos, Canales y Puertos y de Ingeniería de Minas
- 农业工程高等技术学院 Escuela Técnica Superior de Ingeniería Agronómica
- 工业工程高级技术学校 Escuela Técnica Superior de Ingeniería Industrial
- 海军和海洋工程高级技术学院 Escuela Técnica Superior de Ingeniería Naval y Oceánica
- 电信工程高级技术学院 Escuela Técnica Superior de Ingeniería de Telecomunicación
- 企业科学学院 Facultad de Ciencias de la Empresa
- 大学公共中心 Centro Universitario de la Defensa[6]